# Кифер, Северин
Северин Кифер (иногда его имя пишется Зеверин) (нем. Severin Kiefer; род. 11 октября 1990 года, Кухль, Зальцбург, Австрия) — бывший австрийский фигурист. Первоначально выступал в мужском одиночном разряде, бронзовый медалист чемпионата Австрии. С сезона 2009—2010 стал также выступать в парном катание со Штиной Мартини и стал с ней трёхкратным чемпионом страны. Далее он встал в пару с Мириам Циглер, с которой семь раз выигрывал австрийский чемпионат, но к этому моменту прекратил выступать в одиночном катание.
По состоянию на 25 июля 2019 года пара занимала 11-е место в рейтинге Международного союза конькобежцев (ИСУ).

## Биография

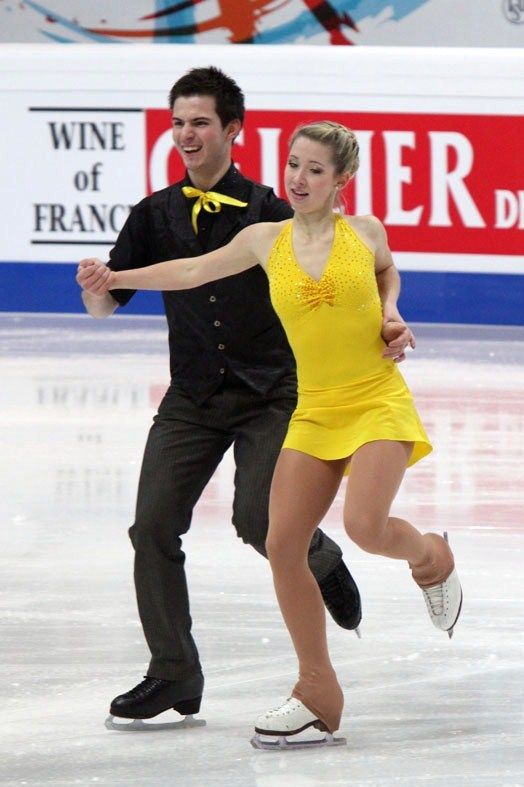
Ш. Мартини и С. Кифер на европейском чемпионате в Берне

Северин Кифер родился в 1990 году. С детских лет увлёкся фигурным катанием. Первоначально он выступал как одиночник. Особых успехов в этом разряде не достиг. Однако сумел один раз в 2008 году выступить в Софии на юниорском чемпионате мира.
В это время в Австрии отсутствовали парники и тогда Северин стал пробовать скатываться со Штиной Мартини в паре. Через два года они уже выступали в Гааге  на юниорском мировом чемпионате. Ещё через год пара начала выступать и среди взрослых, спортсмены дебютировали на европейском и мировом чемпионатах соответственно в Берне и Москве.
С сезона 2012/2013 годов Северин сменил партнёршу ей стала бывшая одиночница Циглер. В олимпийский сезоне Австрия не получила квоты в парном катание, но была в ближайшем резерве. После ряда отказов австрийская пара получила право выступить на зимних Олимпийских играх. Пара заняла в Сочи 17 место.
Очень уверенно пара начала сезон 2015/2016 годов. Фигуристы на Мемориале Непелы в Словакии улучшили свои прежние достижения в произвольной программе и сумме. Через две недели австрийские фигуристы выиграли серебро на Кубке Ниццы. В конце октября пара выступала на этапе серии Гран-при Skate Canada; где они были на шестом месте. При этом были улучшены спортивные достижения в сумме и произвольной программе. Далее пара выступала на этапе Гран-при Trophée Bompard, однако, после коротких программ, соревнования были отменены из соображений безопасности (в столице Франции произошла серия терактов). На национальном чемпионате пара вновь стала чемпионами страны и через месяц они выступали на европейском чемпионате в соседней Словакии, где им удалось улучшить своё прежнее достижение в короткой программе и финишировать в десятке лучших. Через два месяца в США на мировом чемпионате австрийская пара не вышла финальную часть.
Австрийская пара новый предолимпийский сезон начала в Ницце на Кубке Ниццы, где они финишировали вторыми. В середине ноября австрийцы выступили на этапе Гран-при в Париже, где на турнире Trophée de France они финишировали последними. В конце ноября они выступали на заключительном этапе Гран-при в Саппоро, где заняли предпоследнее место, но при этом были улучшены прежние спортивные достижения в произвольной программе и сумме. Пара приняла участие в национальном чемпионате 2017, но фигуристы снялись с соревнований после короткой программы. В конце января фигуристы выступали на европейском чемпионате в Остраве, где финишировали в конце десятки, но при этом улучшили свои прежние достижения в сумме и короткой программе. В конце марта австрийские чемпионы выступали на мировом чемпионате в Хельсинки, где стартовали не совсем удачно не прошли в финальную часть и не сумели на этом этапе квалифицироваться на Олимпийские игры. Однако им удалось улучшить своё прежнее достижение в короткой программе.
В сентябре австрийская пара начала олимпийский сезон в Бергамо, где на Кубке Ломбардии они финишировали в шестёрке. В конце месяца пара приняла участие в Оберсдорфе, где на квалификационном турнире Небельхорн, они финишировали рядом с пьедесталом и сумели завоевать для своей страны путёвку на зимние Олимпийские игры. Им также удалось улучшить все свои прежние спортивные достижения. Через три недели они выступали в серии Гран-при на российском этапе, где пара финишировала в середине турнирной таблицы. Им вновь удалось улучшить свои прежние достижения, правда на этот раз лишь в произвольной программе. Спустя ещё три недели спортсмены приняли участие в японском этапе серии Гран-при, где финишировали в середине турнирной таблицы. В середине декабря в столице страны пара в очередной раз выиграла золотые медали. Огромный успех к паре пришёл в Москве на континентальном чемпионате в середине января, где они сумели финишировать в числе восьми лучших пар Старого Света. Незначительно улучшили свои прежние достижения в произвольной программе и заняли самое высокое место в своей спортивной карьере. Однако уже через месяц в Канныне на Олимпийских играх их постигла неудача, они не смогли выйти в финальную часть соревнований в Южной Корее. Через полтора месяца на мировом чемпионате австрийские фигуристы впервые уверенно прошли в финальную часть чемпионата и финишировали в числе пятнадцати лучших. При этом они улучшили все свои прежние достижения и заняли самое высокое место в своей истории.
В марте 2022 года по окончании чемпионата мира во Франции (где фигуристы добились самых лучших результатов), фигуристы приняли решение завершить свою карьеру.

## Результаты

### В парном катание
(с Мириам Циглер)
| Соревнования                       | 2013–2014 | 2014–2015 | 2015–2016 | 2016–2017 | 2017–2018 | 2018–2019 | 2019–2020 | 2020–2021 | 2021–2022 |
| ---------------------------------- | --------- | --------- | --------- | --------- | --------- | --------- | --------- | --------- | --------- |
| зимние Олимпийские игры            | 17        |           |           |           | 20        |           |           |           | 19        |
| Чемпионаты мира                    | 22        | 18        | 21        | 18        | 14        | 10        | С         | 11        | 7         |
| Чемпионаты Европы                  | 12        | 8         | 9         | 9         | 7         | WD        | 6         | С         | WD        |
| Этапы Гран-при: Skate America      |           | 8         |           |           |           |           |           |           |           |
| Этапы Гран-при: Trophée Bompard    |           | 8         | С         | 6         |           |           | 5         | С         |           |
| Этапы Гран-при: Skate Canada       |           |           | 6         |           |           |           |           |           |           |
| Этапы Гран-при: NHK Trophy         |           |           |           | 6         | 6         |           |           |           | WD        |
| Этапы Гран-при: Кубок Ростелекома  |           |           |           |           | 6         | 4         | 4         |           | 8         |
| Этапы Гран-при: Гран-при Хельсинки |           |           |           |           |           | 4         |           |           |           |
| Nebelhorn Trophy                   | 12        |           |           |           | 4         |           | 8         |           |           |
| Мемориал Ондрея Непелы             |           |           | 5         |           |           |           |           |           |           |
| Кубок Ломбардии                    |           |           |           |           | 6         |           |           |           |           |
| Finlandia Trophy                   |           |           |           |           |           | 4         | 4         |           |           |
| Кубок Таллина                      |           |           |           |           |           | 1         |           |           |           |
| зимние Универсиады                 | 5         |           |           |           |           |           |           |           |           |
| турнир в Австрии                   | 4         | 2         |           |           |           |           |           |           |           |
| Кубок Ниццы                        |           | 5         | 2         | 2         |           |           |           |           |           |
| Кубок Мерано                       | 4         |           |           |           |           |           |           |           |           |
| Кубок Тироля                       |           |           |           | 1         |           |           |           |           |           |
| турнир в Нидерландах               |           |           |           |           |           | 2         | 1         |           |           |
| Турнир всех звёзд в Минске         |           |           |           |           |           | 1         |           |           |           |
| Чемпионаты Австрии                 | 1         | 1         | 1         | WD        | 1         |           | 1         | 1         | 1         |

- WD — спортсмены снялись с соревнований.
- С — соревнование не было завершено.

(со Штиной  Мартини)
| Соревнования/Сезон                                    | 2009–2010 | 2010–2011 | 2011–2012 | 2011–2013 |
| ----------------------------------------------------- | --------- | --------- | --------- | --------- |
| Чемпионаты мира                                       |           | 21        | 22        |           |
| Чемпионаты Европы                                     |           | 15        | 15        | 13        |
| Кубок Ниццы                                           |           |           |           | 6         |
| Золотой конёк Загреба                                 |           |           | 5         | 2         |
| Ice Challenge                                         |           | 8         | 3 юн.     |           |
| Трофей СР-В                                           |           | 8         |           |           |
| Чемпионаты мира (юниоры)                              | 20        | 16        | 15        |           |
| Этапы юниорского Гран-при: Австрия                    |           |           | 16        |           |
| Этапы юниорского Гран-при: Германия                   | 21        |           |           |           |
| Чемпионаты Австрии                                    |           | 1         | 1         | 1         |
| Первенство Австрии по фигурному катанию среди юниоров | 1         |           |           |           |

юн. — фигуристы выступали в юниорском разряде.

### В одиночном катание
| Соревнования/Сезон                                    | 2005–2006 | 2006–2007 | 2007–2008 | 2008–2009 | 2009–2010 | 2010–2011 | 2011–2012 | 2012–2013 | 2013–2014 |
| ----------------------------------------------------- | --------- | --------- | --------- | --------- | --------- | --------- | --------- | --------- | --------- |
| Ice Challenge                                         |           |           |           |           | 26        |           | 11        |           | 9         |
| Кубок Мерано                                          |           |           |           |           | 17        | 12        |           |           |           |
| Небельхорн                                            |           |           |           |           |           | 22        |           |           |           |
| Турнир в Есенице                                      |           |           |           |           | 11        | 11        | 6         | 7         |           |
| Чемпионаты мира (юниоры)                              |           |           | 27        |           |           |           |           |           |           |
| Чемпионаты Австрии                                    |           |           |           |           | 4         | 4         | 3         | 3         | 3         |
| Первенство Австрии по фигурному катанию среди юниоров | 3         | 1         | 1         | 2         |           |           |           |           |           |